# Renan Dal Zotto
Renan Dal Zotto est un joueur de volley-ball brésilien né le 19 juillet 1960 à São Leopoldo. Il mesure 1,90 m et jouait réceptionneur-attaquant.

## Clubs
| Club                 | Pays   | De        | À         |
| -------------------- | ------ | --------- | --------- |
| SG Porto Alegre      | Brésil | 1971      | 1981      |
| Atlântica Boavista   | Brésil | 1981      | 1983      |
| ADC Sul Brasileiro   | Brésil | 1984      | 1985      |
| Bradesco EC          | Brésil | 1986      | 1987      |
| CA Pirelli           | Brésil | 1987      | 1988      |
| Pallavolo Parme      | Italie | 1988-1989 | 1991-1992 |
| Porto Ravenne Volley | Italie | 1992-1993 | 1992-1993 |

## Palmarès
- Jeux de Los Angeles 1984 : Médaille d'argent
- Championnat d'Italie : 1992
- Coppa Italia : 1990, 1992
- Ligue des champions : 1993
- Coupe des Coupes : 1990
- Coupe de la CEV : 1992
- Supercoupe d'Europe : 1989, 1990, 1992